# Королевство Кастилия и Леон
Королевство Касти́лия и Лео́н, известное также как Касти́льская корона (исп. Corona de Castilla, лат. Corona Castellae), — третье и окончательное политическое объединение Королевств Леон и Кастилия под Кастильской короной. Принято считать, что оно возникло в 1230 году — в момент коронации кастильского короля (включающего Толедскую корону) Фернандо III на Леонский престол (включающий Галисийскую корону). Объединение парламентов двух королевств произошло гораздо позже, спустя несколько десятилетий.

## История
Королевство Леон возникло из Королевства Астурия. Королевство Кастилия первоначально существовало как округ Королевства Леон. Со второй половины X века и до первой половины XI века оно переходило из рук в руки между Леоном и Королевством Наварра. В XI веке оно наконец становится независимым государством.
Королевства Леон и Кастилия прежде два раза объединялись:
- С 1037 по 1065 год под властью Фердинанда I Великого. После его смерти все королевства переходили к его сыновьям: Леон — Альфонсо VI Храброму, Кастилия — Санчо II, и Галисия — Гарсии.
- С 1072 по 1157 год под властью Альфонсо VI (умер в 1109), Урраки (умерла в 1126) и Альфонсо VII. С 1111 по 1126 год Галисия выделялась из союза под корону Альфонсо VII и им же они снова были объединены. В 1157 году королевства были поделены между сыновьями Альфонсо VII: Фердинанд II получил Леон, а Санчо III — Кастилию.

Фердинанд III получил Королевство Кастилию от своей матери Беренгарии Кастильской в 1217 году и Королевство Леон от своего отца Альфонсо IX Леонского в 1230 году. В дальнейшем оба королевства были объединены под именем Королевства Леон и Кастилия, или просто как Корона Кастилии. Фердинанд III позднее завоевал долину Гвадалквивира, тогда как его сын Альфонсо X завоевывал Королевство Мурсия из состава Аль-Андалуса, расширяя площадь королевства. После этих приобретений титул Кастильской короны звучал так: «Король Кастилии, Леона, Толедо, Галисии, Мурсии, Хаэна, Кордобы, Севильи и сеньор Бискайский и Молинский», перечисляя и другие владения, которые они позже приобрели. С XIV века наследник трона носил титул принца Астурийского.
С конца XII в Кастилии собирались кортесы (в Леоне с 1188 года) — сословно-представительные собрания. Король Альфонсо X, прозванный Мудрым (правил в 1252—1284 годах) инициировал составление свода законов под названием «Семь разделов права». После его смерти, в правление Санчо IV Храброго и Фернандо IV (1295—1312 годы), в Кастилии наступил период междусобиц. Лишь королю Альфонсо XI Справедливому (правил в 1312—1350 годах) удалось установить внутренний мир и укрепить королевскую власть.
В 1369 году в результате победы незаконнорожденного сына короля графа Энрике Трастамара над своим братом Педро I Жестоким кастильский престол заняла династия Трастамара. Короли из этой династии активно осуществляли Реконкисту.
В 1479 году в результате войны за кастильское наследство, которая продолжалась с 1475 года, Кастилия была объединена посредством брака кастильской королевы Изабеллы I и короля Арагона Фернандо II с королевством Арагон, что привело к созданию единого испанского государства.
После падения Гранадского эмирата в 1492 году его территория вошла в состав Кастильской короны как Королевство Гранада.